# Miroslav Vitouš
Miroslav Ladislav Vitouš (nascido em 6 de dezembro de 1947) é um baixista de jazz tchecoslovaco que é conhecido por sua extensa carreira nos Estados Unidos.

## Biografia
Nascido em Praga, na Tchecoslováquia, ele começou a tocar violino aos seis anos de idade, e começou a tocar piano aos dez, e baixo aos quatorze. Quando jovem na Europa, Vitouš foi um nadador competitivo. Estudou música no Conservatório de Praga (sob František Pošta), posteriormente, vencendo um concurso internacional de música em Viena, que lhe rendeu uma bolsa para a Berklee College of Music, em Boston, Massachusetts, Estados Unidos.
O virtuosismo de Vitouš é igualado pela crítica especializada como de Scott LaFaro, Dave Holland, Niels-Henning Ørsted Pedersen e Christian McBride. Um exemplo representativo de Vitouš tocando o contrabaixo é Now He Sings, Now He Sobs (1968), com Chick Corea no piano e Roy Haynes na percussão. Este álbum mostra seu grande senso de ritmo e sua improvisação inovadora. Seu primeiro álbum como líder, Infinite Search, posteriormente relançado com pequenas alterações como Mountain In The Clouds, apresenta várias figuras-chave do movimento de jazz fusion: Joe Henderson, Herbie Hancock, Jack DeJohnette e John McLaughlin.
Já trabalhou com Larry Coryell, Jan Hammer, Freddie Hubbard, Miles Davis, Chick Corea, Wayne Shorter, Joe Zawinul e Jan Garbarek.
Em 1970, Vitouš foi um dos fundadores do grupo Weather Report. Em 1973, ele foi substituído por Alphonso Johnson e compensado como membro fundador. Vitouš, desde então, discutiu sua saída controversa do Weather Report com os jornalistas, especificamente a respeito de seu relacionamento com Zawinul.
Em 1981, ele se apresentou no Woodstock Jazz Festival, realizado em comemoração do décimo aniversário do Creative Music Studio. Em 1984, Vitouš colaborou com Stanley Clarke. Em 1988, Vitouš voltou para a Europa para se concentrar em compor, mas, no entanto, continuou a se apresentar em festivais.

## Galeria

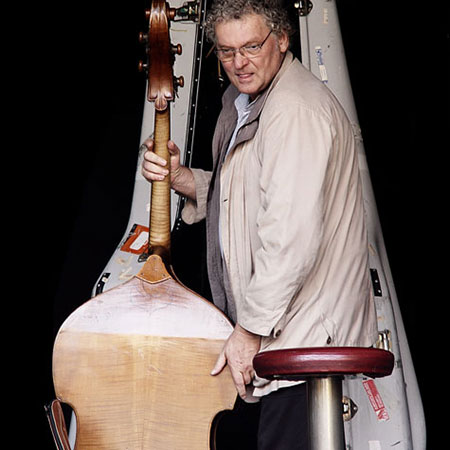
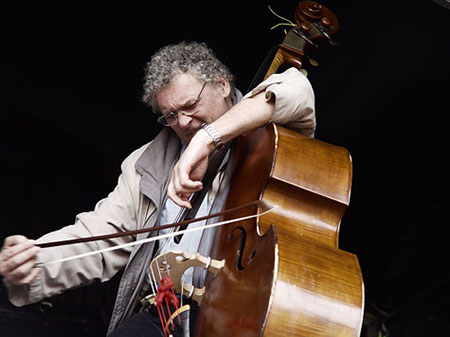
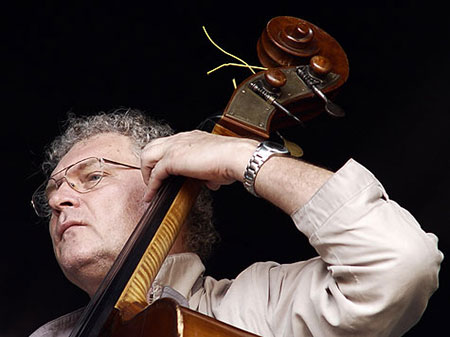

Fotos: Hreinn Gudlaugsson